# Piper patentifolium
Piper patentifolium är en pepparväxtart som beskrevs av William Trelease. Piper patentifolium ingår i släktet Piper och familjen pepparväxter. Inga underarter finns listade i Catalogue of Life.